# Onthophagus chaiyaphumensis
Onthophagus chaiyaphumensis là một loài bọ cánh cứng trong họ Bọ hung (Scarabaeidae).